# The Animal
The Animal (Nederlands: het dier) is een Amerikaanse komische film uit 2001 met Rob Schneider in de hoofdrol.

## Verhaal
Marvin Mange wil net als zijn vader politieagent worden, maar raakt niet door de fysieke proeven. Daarom werkt hij in de bewijskamer van een klein politiekantoor. Als op een dag dat alle agenten naar een sportwedstrijd zijn een noodoproep binnenkomt rijdt Marvin zelf ter plaatse. In een poging om een dier op de weg te ontwijken rijdt hij in een ravijn en raakt zwaargewond. Hij wordt gered door de obscure dokter Wilder die hem met lichaamsdelen van dieren weer in elkaar zet.
Een week later komt Marvin weer bij zonder zich te herinneren wat er gebeurd is. Wel kan hij sneller lopen dan een paard en zijn gevaarlijke honden bang van hem. Hij schrijft dit echter toe aan de dassenmelk die hij eerder bestelde en die hem sterker zou maken.
Op een dag ontmoet hij Rianna, die vrijwilligster is in een dierenasiel en er de honden uitlaat. Als een man een frisbee werpt nemen zijn nieuwe dierlijke instincten over en vangt de frisbee met zijn mond.
Hij gaat naar de luchthaven om zijn probleem voor te leggen aan zijn vriend Miles, die er werkt als beveiligingsagent. Daar ruikt en ontdekt hij heroïne in iemands endeldarm en ontmaskert aldus een drugsmokkelaar. Na dit opgemerkte succes wordt Marvin tot echte politieagent benoemd.
Intussen worden Marvins dierlijke instincten steeds sterker. Hij wordt vaak op vreemde plaatsen wakker en hoort nadien over gruwelijke aanvallen op vee in de buurt. Dokter Wilder denkt dat Marvin de controle over zichzelf volledig zou gaan verliezen en legt hem uit hoe hij lichaamsdelen van dieren in hem transplanteerde. Hij wil Marvin in zijn schuur houden, maar die wil daar niet van weten.
Als Marvin het later op een feest van de burgemeester bont maakt door een kat te achtervolgen wordt hij prompt ontslagen door zijn supervisor Sisk. Dan redt hij echter de zoon van de burgemeester uit de vijver en wordt meteen in ere hersteld.
De politie komt hem echter op het spoor in verband met de aanvallen op vee in de buurt. Samen met Rianna brengt hij de nacht door in zijn gebarricadeerde garage. Als 's ochtends de politie binnenbreekt vlucht hij naar de bossen. Er volgt een achtervolging door de politie en boze buurtbewoners.
In het bos ontdekt Marvin dokter Wilder. Die beweert op zoek te zijn naar een andere van zijn "patiënten". Dan wordt Marvin gevonden door Sisk. Net voor die hem kan neerschieten wordt hij uitgeschakeld door dit andere "dier". Dat blijkt Rianna te zijn. Uiteindelijk worden ze beide omsingeld.
Dan zegt Miles, die er ook bij is, dat hij het dier is dat ze zoeken. Miles zei altijd dat hij positief gediscrimineerd wordt omdat hij zwart is. En inderdaad: de mensen vinden het niet meer zo erg en vertrekken. Ten slotte trouwen Marvin en Rianna en krijgen een nest half-dierlijke kinderen.

## Rolbezetting
| Acteur          | Personage          | Opmerkingen                                        |
| --------------- | ------------------ | -------------------------------------------------- |
| Rob Schneider   | Marvin Mange       |                                                    |
| Colleen Haskell | Rianna             |                                                    |
| John McGinley   | Sergeant Sisk      | Marvins supervisor.                                |
| Edward Asner    | Commissaris Wilson | De politiecommissaris.                             |
| Michael Caton   | Dokter Wilder      | De wetenschapper die Marvin in een dier verandert. |
| Louis Lombardi  | Fatty              |                                                    |
| Guy Torry       | Miles              |                                                    |
| Bob Rubin       | Bob Harris         |                                                    |
| Pilar Schneider | Mevrouw De La Rosa |                                                    |

## Prijzen en nominaties
De film werd genomineerd voor volgende prijzen:
- Wereldstuntprijzen 2002: taurusprijs voor:
  - nominatie beste vuurstunt voor de aangestoken arm tijdens de politie-oefening.
  - nominatie beste stunt door een stuntman voor de sprongen van boom tot boom.
  - nominatie beste waterwerk voor de reddingsactie in de vijver.
  - nominatie hardste klap voor de man die door een tak van zijn paard valt.